# Hollandia az 1936. évi téli olimpiai játékokon
Hollandia a németországi Garmisch-Partenkirchenben megrendezett 1936. évi téli olimpiai játékok egyik részt vevő nemzete volt. Az országot az olimpián 3 sportágban 8 sportoló képviselte, akik érmet nem szereztek.

## Alpesisí
Női
| Versenyző                           | Versenyszám | Lesiklás | Lesiklás | Lesiklás | Műlesiklás | Műlesiklás | Műlesiklás | Műlesiklás | Műlesiklás | Műlesiklás | Műlesiklás | Összesítés | Összesítés |
| Versenyző                           | Versenyszám | Lesiklás | Lesiklás | Lesiklás | 1. futam   | 1. futam   | 2. futam   | 2. futam   | Össz.      | Össz.      | Össz.      | Összesítés | Összesítés |
| Versenyző                           | Versenyszám | Idő      | Pont     | Hely.    | Idő        | Hely.      | Idő        | Hely.      | Idő        | Pont       | Hely.      | Pont       | Helyezés   |
| ----------------------------------- | ----------- | -------- | -------- | -------- | ---------- | ---------- | ---------- | ---------- | ---------- | ---------- | ---------- | ---------- | ---------- |
| Gratia Schimmelpenninck van der Oye | Összetett   | 6:09,8   | 82,31    | 13.      | 1:26,5     | 7.*        | 1:56,9     | 22.        | 3:23,4     | 69,86      | 13.        | 76,09      | 14.        |

* - egy másik versenyzővel azonos eredményt ért el

## Bob
| Versenyző                | Versenyszám | 1. futam | 1. futam | 2. futam | 2. futam | 3. futam | 3. futam | 4. futam | 4. futam | Összesítés | Összesítés |
| Versenyző                | Versenyszám | Idő      | Hely.    | Idő      | Hely.    | Idő      | Hely.    | Idő      | Hely.    | Idő        | Helyezés   |
| ------------------------ | ----------- | -------- | -------- | -------- | -------- | -------- | -------- | -------- | -------- | ---------- | ---------- |
| Willem Gevers Sam Dunlop | Kettes      | 1:31,41  | 15.      | 1:24,99  | 10.      | 1:25,71  | 4.       | 1:26,00  | 12.      | 5:48,11    | 10.        |

## Gyorskorcsolya
| Versenyző           | Versenyszám | Eredmény | Helyezés |
| ------------------- | ----------- | -------- | -------- |
| Ben Blaisse         | 500 m       | 46,9     | 27.      |
| Lou Dijkstra        | 500 m       | 46,7     | 24.*     |
| Lou Dijkstra        | 1500 m      | 2:27,2   | 20.*     |
| Lou Dijkstra        | 5000 m      | 8:51,5   | 16.      |
| Lou Dijkstra        | 10 000 m    | 18:23,6  | 20.      |
| Roelof Koops        | 1500 m      | 2:30,0   | 30.      |
| Roelof Koops        | 5000 m      | 8:48,5   | 13.*     |
| Roelof Koops        | 10 000 m    | 18:11,5  | 17.      |
| Jan Langedijk       | 500 m       | 46,7     | 24.*     |
| Jan Langedijk       | 1500 m      | 2:24,6   | 14.      |
| Jan Langedijk       | 5000 m      | 8:32,0   | 4.       |
| Jan Langedijk       | 10 000 m    | 17:43,7  | 6.       |
| Dolf van der Scheer | 500 m       | 45,7     | 14.*     |
| Dolf van der Scheer | 1500 m      | 2:23,2   | 9.*      |
| Dolf van der Scheer | 5000 m      | 8:43,3   | 10.      |
| Dolf van der Scheer | 10 000 m    | 18:04,9  | 16.      |

* - egy másik versenyzővel azonos eredményt ért el